# Hambre (película)
Hambre (en danés, Sult, en sueco, Svält) es una película dramática en blanco y negro de 1966 dirigida por el danés Henning Carlsen, protagonizada por el actor sueco Per Oscarsson, y basada en la novela Sult del autor noruego Knut Hamsun, ganador del Premio Nobel. Filmada en locación en Oslo, fue la primera película producida como un esfuerzo cooperativo entre los tres países escandinavos..
Con su marcado enfoque en una vida de pobreza y desesperación, la película es considerada una obra maestra del realismo social. Los historiadores del cine sugieren que fue la primera película danesa que obtuvo una atención internacional seria desde la obra de Carl Theodor Dreyer. Es una de las diez películas incluidas en el Canon Cultural de Dinamarca por el Ministerio de Cultura danés.

## Argumento
En 1890 Kristiania (Oslo), un escritor empobrecido y solitario llamado Pontus (Per Oscarsson) llega a la ciudad desde el campo. Está de pie en un puente, con vistas al agua corriente, escribiendo pero claramente hambriento. Visita a un prestamista varias veces. Vende su chaleco por unos centavos y luego le da el dinero a un mendigo. Otro dinero que cae en sus manos también lo regala. Ha escrito un artículo que el editor de un periódico (Henki Kolstad) acepta publicar si hace algunas correcciones, pero Pontus está demasiado orgulloso para aceptar un adelanto cuando se le ofrece, por lo que se va eufórico pero todavía hambriento. Pide un hueso para su perro ficticio, que roe a escondidas en un callejón. A menudo tiene la oportunidad de mejorar las cosas para sí mismo, pero su orgullo se interpone, como cuando rechaza la ayuda que tanto necesita de un amigo preocupado.
Cuando no puede pagar el alquiler, la casera (Else Heiberg) lo desaloja. Otra casera hace lo mismo en breve. El hambre abruma constantemente a Pontus y se mueve entre la alucinación y la realidad mientras lucha por sobrevivir. Sufre humillaciones que lo llevan al borde de la locura. Solicita un trabajo de contabilidad pero es rechazado y no pasa un examen físico para ser bombero porque usa anteojos. Una alucinación gira en torno a Ylajali (Gunnel Lindblom), una mujer aparentemente refinada que ha conocido en la calle. A pesar de sus coqueteos mutuos, nada evoluciona entre ellos. En un impulso repentino, Pontus acepta un trabajo como miembro de la tripulación en un carguero de salida. Se desconoce su destino.

## Reparto
- Por Oscarsson como Pontus
- Gunnel Lindblom como Ylajali

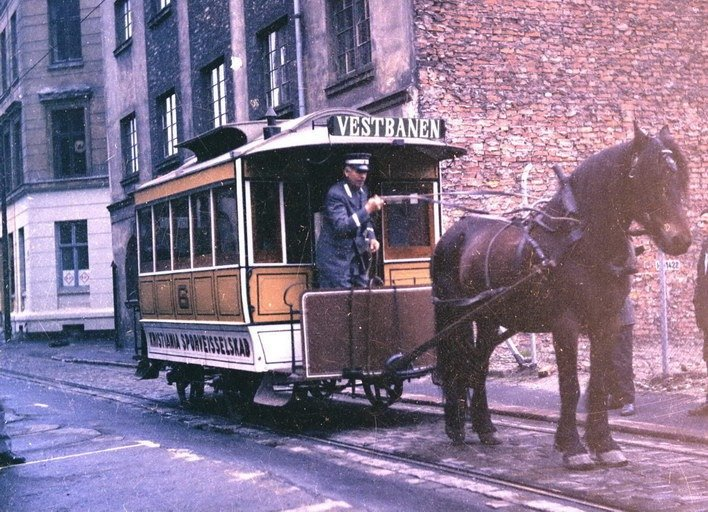
Un coche de caballos del patrimonio del Tranvía de Oslo que se utiliza durante el rodaje de Hunger

- Birgitte Federspiel como Su hermana
- Knud Rex como Dueño
- Hans W. Petersen como Grocer
- Henki Kolstad como Editor
- Roy Bjørnstad como Konstantin
- Sverre Hansen como Pintor
- Pål Skjønberg como Constable
- Más Heiberg como Landlady
- Lise Fjeldstad como Chica baja
- Carl Ottosen como Marinero
- Osvald Helmuth como Pawnbroker
- Sigrid Horne-Rasmussen como Landlady

## Reconocimientos
La película fue nominada a la Palma de Oro y ganó el Premio Bodil a la Mejor Película Danesa en 1967. Por su papel protagónico, Oscarsson ganó premios al Mejor Actor en el Festival de Cine de Cannes de 1966, el premio al Mejor Actor en la 4.ª edición de los Premios Guldbagge, Premios Bodil de 1967 y el premio de la Sociedad Nacional de Críticos de Cine de EE. UU. al Mejor Actor en 1968 . La película también fue seleccionada como la entrada danesa a la Mejor Película en Lengua Extranjera en la 39.ª edición de los Premios Óscar, pero no fue nominada.